# Bistum Borongan
Das Bistum Borongan (lat.: Dioecesis Boronganensis) ist eine auf den Philippinen gelegene römisch-katholische Diözese mit Sitz in Borongan City.

## Geschichte
Das Bistum Borongan wurde am 22. Oktober 1960 durch Papst Johannes XXIII. mit der Apostolischen Konstitution Quod sacri Calbayogani aus Gebietsabtretungen des Bistums Calbayog errichtet und dem Erzbistum Cebu als Suffraganbistum unterstellt. Am 5. Dezember 1974 gab das Bistum Borongan Teile seines Territoriums zur Gründung des Bistums Catarman ab. Das Bistum Borongan wurde am 15. November 1982 dem Erzbistum Palo als Suffraganbistum unterstellt.
Das Bistum Borongan umfasst die Provinz Eastern Samar.

## Bischöfe von Borongan
- Vicente Reyes, 1961–1967, dann Bischof von Cabanatuan
- Godofredo Pedernal Pisig, 1968–1976
- Sincero Barcenilla Lucero, 1977–1979, dann Bischof von Calbayog
- Nestor Celestial Cariño, 1980–1986
- Leonardo Yuzon Medroso, 1986–2006, dann Bischof von Tagbilaran
- Crispin Barrete Varquez, seit 2007